# August (imię)
August – imię męskie pochodzenia łacińskiego. Wywodzi się od przymiotnika augustus, nadanego jako przydomek Oktawianowi przez Senat i oznaczającego „dostojny, boski, majestatyczny, poświęcony, święty, czcigodny, pomyślny, wzniosły”. Przymiotnik ten pochodzi od rzeczownika augur i pierwotnie odnosił się tylko do rzeczy, tłumacząc się jako „uświęcony przez (dobre) przepowiednie, znaki” lub „przedsięwzięty pod sprzyjającymi znakami”. Po raz pierwszy imię August zostało poświadczone w Polsce w 1349 roku, w łac. formie Augustus.
Żeńskim odpowiednikiem imienia jest Augusta.

## Augustimieninyobchodzi
- 29 lutego, a w latach nieprzestępnych 28 lutego, jako wspomnienie św. Augusta Chapdelaine[4]
- 22 marca, jako wspomnienie bł. Klemensa Augusta von Galen
- 8 kwietnia, jako wspomnienie bł. Augusta Czartoryskiego[5]
- 7 maja, jako wspomnienie św. Augusta z Nikomedii, wspominanego razem ze świętymi Flawiuszem i Augustynem
- 1 września, jako wspomnienie św. Augusta z Kampanii
- 7 października, jako wspomnienie św. Augusta, pustelnika z Bourges

## Odpowiedniki w innych językach
- esperanto: Aŭgusto[6]

## Znane osoby o imieniu August
- August II Mocny – król polski
- August III Sas – król polski
- August – hrabia legnicki
- August Wirtemberski – książę wirtemberski
- August Starszy – książę brunszwicko-lüneburski na Celle
- Fryderyk August I – elektor saski w latach 1763–1806, król saski
- Zygmunt II August – król Polski
- Filip II August – król Francji
- Fryderyk August II Wettyn – król Saksonii
- Fryderyk August III Wettyn – ostatni król Saksonii
- Wiktor III August von Ratibor – książę raciborski
- Fryderyk August Wirtemberski-Neuenstadt – książę Wirtembergii–Neuenstadt
- Ernest August – książę Hanoweru
- Ernest August V – książę Hanoweru
- Stanisław August Poniatowski – król Polski i wielki książę litewski
- August Barbier – dramaturg i poeta francuski
- Auguste-Marseille Barthélemy – poeta francuski
- August Bassy – robotnik rolny, członek Związku Walki przeciwko Faszyzmowi
- August Bebel – jeden z założycieli i wieloletni przywódca niemieckiej socjaldemokracji
- August Bécu – lekarz, wykładowca higieny i patologii, ojczym Juliusza Słowackiego
- August Beer – niemiecki fizyk, chemik i matematyk
- Auguste Beernaert – polityk belgijski, laureat Pokojowej Nagrody Nobla 1909
- Augustus Berkeley – brytyjski arystokrata i wojskowy
- August von Berlepsch – niemiecki pszczelarz
- August Bielowski – polski historyk, pisarz
- August Borsig – niemiecki fabrykant
- August Robert Bosch – niemiecki przemysłowiec, szerzej znany jako Robert Bosch
- Auguste Charlois – francuski astronom
- August Chełkowski – marszałek Senatu RP II kadencji w latach 1991–1993
- August Cieszkowski – polski ziemianin, hrabia
- August Adolf Cieszkowski – ziemianin polski, mecenas nauki, senator II RP
- Auguste Clésinger – rzeźbiarz francuski
- Auguste Comte – francuski filozof i pozytywista, twórca socjologii
- August Czarnynoga – śląski pisarz i kronikarz
- August Aleksander Czartoryski – wojewoda ruski
- Auguste Delisle – kanadyjski duchowny katolicki
- Augustus De Morgan – angielski matematyk i logik
- Auguste Denise – polityk Wybrzeża Kości Słoniowej
- August Derleth – amerykański pisarz
- August Doering – niemiecki filozof
- Auguste Dubail – francuski generał
- Auguste-Alexandre Ducrot – francuski generał
- Auguste Duméril – francuski zoolog
- August Dvorak – amerykański psycholog
- August Dyrda – rzeźbiarz polski
- August Endell – niemiecki architekt secesyjny
- August Enna – duński kompozytor muzyki operowej
- Augusto Farfus – brazylijski kierowca wyścigowy
- August Emil Fieldorf – polski generał
- Augustus FitzGerald – brytyjski arystokrata irlandzkiego pochodzenia
- Augustus FitzRoy, 3. książę Grafton – brytyjski arystokrata i polityk, premier Wielkiej Brytanii
- Augustus FitzRoy, 7. książę Grafton – brytyjski arystokrata
- Auguste Forel – szwajcarski neurolog, psychiatra i entomolog
- August Froehlich – niemiecki ksiądz, przeciwnik nazizmu i obrońca polskich robotników przymusowych z Rathenow, który zginął w KL Dachau
- Klemens August von Galen – błogosławiony Kościoła katolickiego, niemiecki kardynał i przeciwnik nazizmu
- Auguste Glaize – malarz francuski
- August Grzybowski – duchowny protestancki i działacz społeczny w Prusach Wschodnich
- August Hlond – Sługa Boży, polski kardynał, prymas Polski, salezjanin
- August Heinrich Hoffmann von Fallersleben – poeta, twórca niemieckiego hymnu narodowego
- August Horch − (1968–1951) niemiecki inżynier budowy maszyn i założyciel firm samochodowych Horch i Audi
- August Ferdynand Hohenzollern – książę i generał pruski
- August Wilhelm Hohenzollern – książę Prus
- Augustus Keppel, 5. hrabia Albemarle – brytyjski arystokrata i polityk
- Auguste Kerckhoffs – holenderski językoznawca i kryptografem
- August Kiss – niemiecki rzeźbiarz
- August Kopff – niemiecki astronom
- August Kościesza-Żaba – orientalista polski
- August Kowalczyk – polski aktor filmowy
- August Roman Kręcki – pracownik ekspozytury Rządu Narodowego w czasie powstania styczniowego
- August Krogh – fizjolog duński, noblista
- August Kundt – fizyk niemiecki
- August Landmesser – niemiecki robotnik portowy, przeciwnik nazizmu
- Augustus Lane-Fox Pitt-Rivers – generał angielski, archeolog
- August Leskien – językoznawca niemiecki
- August Lewakowski – powstaniec styczniowy
- August Lumière – jeden z braci Lumière
- Auguste Mariette – francuski historyk, archeolog i egiptolog
- August von Mackensen – feldmarszałek niemiecki
- August Menken – architekt niemiecki
- August Ferdinand Möbius – niemiecki matematyk i astronom
- August Mommsen – historyk niemiecki
- Augustus Mongredien – czołowy angielski szachista XIX wieku
- August Fryderyk Moszyński – architekt zieleni
- August Mroczkowski (1845–1920) – powstaniec styczniowy, nauczyciel, ziemianin
- August Clemens Müller – niemiecki konstruktor maszyn
- August Neidhardt von Gneisenau – hrabia, feldmarszałek
- August Oetker – niemiecki aptekarz, założyciel firmy Dr. Oetker
- August Okołowicz – polski generał
- Augustus Pablo – jamajski muzyk i producent muzyczny roots reggae i dub
- Auguste Perret – francuski architekt i przedsiębiorca
- Auguste Piccard – szwajcarski fizyk, wynalazca i badacz
- Augusto Pinochet (1915–2006) – chilijski dyktator i generał
- August Potocki – powstaniec listopadowy
- August Raubal – polski działacz społeczny, adwokat, pedagog
- August Rei – estoński polityk, premier w 1929 roku, szef rządu estońskiego na uchodźstwie
- Auguste Renoir – malarz i rzeźbiarz francuski
- Augusto Roa Bastos – paragwajski powieściopisarz i poeta
- Auguste Rodin – francuski rzeźbiarz
- August Rogall – niemiecki działacz społeczny na Litwie
- Auguste Rollier – szwajcarski chirurg
- August Sander – niemiecki fotografik
- Augusto Sandino – przywódca nikaraguańskiego ruchu partyzanckiego
- August Wilhelm Schlegel – niemiecki pisarz, językoznawca, filolog
- August Ludwig von Schlözer – niemiecki historyk
- August Schneider – burmistrz Katowic
- Augustus Rhodes Sollers – amerykański polityk
- Augustus Spijkerman – biblista katolicki, archeolog, numizmatyk
- August Strindberg – pisarz szwedzki
- August Kazimierz Sułkowski – książę
- August Szulc – inżynier, karbonariusz
- August Šenoa – chorwacki pisarz i poeta
- August Thyssen – niemiecki przemysłowiec
- Auguste Frédéric Louis Viesse de Marmont – marszałek Francji
- Auguste de Villiers de L’Isle-Adam – pisarz francuski, naturalista
- August Christoph von Wackerbarth – saski dyplomata i wojskowy
- August von Wassermann – niemiecki lekarz i mikrobiolog
- August Weismann – niemiecki biolog i genetyk
- Augustus Welby Northmore Pugin – angielski architekt
- August Teodor Werner – złotnik, przemysłowiec, współzałożyciel Towarzystwa Akcyjnego Fabryk Metalowych Norblin, Bracia Buch i T. Werner w Warszawie
- August Wettyn – książę elektor Saksonii
- August Wilson – amerykański scenarzysta i dramaturg
- August Witkowski – polski fizyk, rektor Uniwersytetu Jagiellońskiego w Krakowie
- August Wrześniowski – polski zoolog, prawnik
- August Zaleski – polski polityk i dyplomata, prezydent RP na uchodźstwie
- August Zamoyski – polski rzeźbiarz
- August Zierhoffer – geograf i geolog, profesor Uniwersytetu Poznańskiego
- Frederick Augustus Abel – angielski chemik i wynalazca
- Pierre Auguste Adet – francuski dyplomata
- Louis Auguste d’Affry – francuski wojskowy i dyplomata pochodzenia szwajcarskiego
- Friedrich Wilhelm August Argelander – astronom niemiecki pochodzenia fińskiego
- Frédéric-Auguste Bartholdi – francuski rzeźbiarz
- Levin August von Bennigsen – rosyjski generał w czasie wojen napoleońskich
- Charles Auguste de Bériot – belgijski skrzypek, kompozytor i pedagog muzyczny
- Louis Auguste Blanqui – francuski socjalista utopijny
- Ernst August Braun – niemiecki burmistrz Koszalina
- René-Auguste Caillié – francuski podróżnik i odkrywca, badacz zachodniej Afryki
- Marie-Gabriel-Florent-Auguste de Choiseul-Gouffier – francuski dyplomata
- Jan August Cichocki – generał-major wojsk koronnych, uczestnik insurekcji kościuszkowskiej
- Isaak August Dorner – niemiecki teolog protestancki
- Carl August Ehrensvärd – szwedzki rysownik, architekt i teoretyk sztuki
- Adam Karl August von Eschenmayer – filozof i fizyk niemiecki
- Charles Augustus FitzRoy – brytyjski wojskowy, arystokrata i polityk
- Charles Louis Auguste Fouquet de Belle-Isle – francuski marszałek i polityk
- August Freyer – polsko-niemiecki organista i kompozytor, jeden z pierwszych nauczycieli Stanisława Moniuszki
- Hubert August Gad – polski piłkarz
- Louis Auguste Victor de Ghaisne de Bourmont – francuski generał i polityk
- Edward August Hanowerski – członek brytyjskiej rodziny królewskiej
- Karl August von Hardenberg – reformator, polityk i książę pruski
- Friedrich August von Harrach-Rohrau – polityk, arystokrata i urzędnik austriacki
- Friedrich August von Hayek – ekonomista austriacki, laureat Nagrody Nobla
- Jan August Hiż – generał-major wojsk I Rzeczypospolitej
- Emeryk August Hutten-Czapski – hrabia, polski polityk, dyplomata i wojskowy
- Jan August Hylzen – wojewoda miński, kasztelan inflancki
- Karl August Jenč – łużycki filolog, historyk i bibliograf
- Jan August Kisielewski – polski dramatopisarz, znawca i krytyk teatralny
- Ernst August Friedrich Klingemann – niemiecki pisarz okresu romantyzmu
- Ambroise-Auguste Liébeault – francuski lekarz
- Jean Auguste Margueritte – francuski generał
- Johann August Marschall von Bieberstein – pruski dyplomata i wysoki urzędnik państwowy
- Frederick Augustus Maxse – brytyjski wojskowy i dziennikarz
- Jerzy August Mniszech – jeden z inicjatorów zawiązania konfederacji barskiej
- Frederick Augustus Conrad Muhlenberg – amerykański polityk z Pensylwanii
- Heinrich Moritz August Nottebohm – pierwszy architekt miejski Katowic
- Rudolf August Oetker – niemiecki przedsiębiorca
- Rodolf-August d’Ornano – polityk i dyplomata francuski, syn Marii Walewskiej
- August Orth – niemiecki architekt
- Ernst August von Platen-Hallermund – hanowerski szlachcic i dyplomata
- Luiz Augusto Rebello da Silva – portugalski historyk i pisarz
- Eduard August von Regel – ogrodnik i botanik niemiecki, działający w Rosji
- J. August Richards – amerykański aktor
- John Augustus Roebling – amerykański budowniczy mostów wiszących
- Jens August Schade – duński poeta i prozaik
- Eduard August Schroeder – austriacki ekonomista, teoretyk prawa
- João Augusto da Silveira – założyciel Kościół Adwentystów Obietnicy
- Ferdinand Auguste de Solaro, hrabia de Monasterol – piemontczyk, włoski dyplomata
- Friedrich August Kekulé von Stradonitz – chemik niemiecki
- Friedrich August Stüler – niemiecki architekt
- Louis Auguste Le Tonnelier de Breteuil – francuski polityk i dyplomata
- José Augusto Torres – portugalski piłkarz i trener piłkarski
- Friedrich August Theodor Winnecke – niemiecki astronom
- Klemens August Wittelsbach – wielki mistrz zakonu krzyżackiego
- Karol August Woyde – generał wojsk Imperium Rosyjskiego, historyk
- Charles Augustus Young – astrofizyk płn. amerykański
- Eberhard August Wilhelm von Zimmermann – niemiecki geograf i zoolog

## Postaci fikcyjne
- C. Auguste Dupin – pierwszy w historii literatury detektyw, postać z powieści Edgara Allana Poego